# Oba Chandler
Pour les articles homonymes, voir Chandler.
Oba Chandler (11 octobre 1946 - 15 novembre 2011), est un violeur et meurtrier récidiviste américain condamné à mort par injection létale pour le triple meurtre, en juin 1989, d'une femme et de ses deux filles dont les corps ont été retrouvés à Tampa Bay, en Floride. Les trois corps ont été retrouvés flottant à la surface de l'eau notamment avec les mains et les pieds liés. Des autopsies ont indiqué que les femmes ont été jetées vivantes dans l'eau.
Le 10 octobre 2011, le gouverneur de Floride Rick Scott signe la mise à mort de Chandler. Son exécution a été effectuée le 15 novembre 2011 à 16 h. Chandler a été exécuté par injection létale et décède vers 16 h 25. Chandler avait laissé dans sa cellule un petit bout de papier sur lequel il avait écrit « vous allez tuer un innocent aujourd'hui ».
Le 5 février 2014, l'ADN de Chandler est retrouvé sur le corps d'une quatrième victime, tuée en novembre 1990, à Coral Springs.

## Biographie
Chandler est le fils d'Oba Chandler Sr. et de Margaret Johnson. Il a grandi à Cincinnati, Ohio, à approximativement 100 miles de l'habitation de la famille Rogers. Chandler était l'avant-dernier de ses frères et sœurs. Le décès de son père en juin 1957 affecte Chandler à tel point qu'il sauta dans la tombe ouverte de son père alors qu'il était sur le point d'être enterré. Chandler est le père de huit enfants, de 7 femmes différentes, le plus jeune d'entre eux étant né en février 1989.

### Crimes et incidents
Chandler s'impliquait dans des vols de voitures à l'âge de 14 ans et a été interpellé 20 fois au total alors qu'il était mineur. Dès sa majorité, il a été accusé de nombreux crimes, plus particulièrement de cambriolages et de vols à main armée. Il a également été accusé de s'être masturbé alors qu'il regardait par la fenêtre d'une femme.

### Meurtres de la famille Rogers
Le 26 mai 1989, Joan "Jo" Rogers, 36 ans, en compagnie de ses filles – Michelle, 17 ans, et Christe, 14 ans – quittent leur ferme familiale à Willshire (Ohio) pour passer leurs vacances en Floride. Elles n'avaient jamais quitté l'Ohio auparavant.
Le 1er juin 1989, les autorités pensent qu'elles s'étaient perdues alors qu'elles cherchaient leur hôtel. Elles font la rencontre de Chandler, qui leur indique la direction et leur propose d'être leur guide pour une croisière à Tampa Bay. Il a été indiqué que les Rogers ont quitté Orlando ce matin aux alentours de 9 h du matin. Elles ont été aperçues pour la dernière fois dans un hôtel-restaurant à 19 h 30. Ensuite, on pense qu'elles montent sur le bateau de Chandler, par le quai sur la chaussée de Courtney Campbell — partie de la route 60 — entre 20 h 30 et 21 heures, et que celui-ci les tue vers 3 heures du matin. Chandler s'est probablement servi du fait qu'il soit né dans l'Ohio pour les attirer à lui. Chandler savait que Joan et ses filles n'étaient pas originaires de Floride car il a vu les plaques d'immatriculation de l'Ohio sur leur voiture,,.
Les corps des victimes sont découverts, le 4 juin 1989, flottant dans la Baie de Tampa. Le premier corps est retrouvé lorsque plusieurs personnes à bord d'un voilier traversant sous le Pont de Sunshine Skyway l’aperçoivent. Le deuxième corps est découvert flottant au large de la jetée de St. Petersburg, à 3 km au nord du premier. Alors que les garde-côtes récupèrent le second corps, un appel concernant un troisième corps, aperçu flottant à 200 mètres à l'est, est découvert. Les trois corps de femmes sont retrouvés flottant face contre terre, attachés par une corde autour du cou et nus au-dessous de la taille,.
Les autopsies démontrent une présence d'eau dans les poumons des trois victimes, confirmant qu'elles y ont été jetées vivantes. Michelle, qui est identifiée comme le deuxième corps retrouvé, avait libéré une main de ses liens avant de se noyer. L'état partiellement vêtu des trois corps indique que le mobile du crime est sexuel. Des cordes avec un bloc de béton à l'autre extrémité ont été attachées autour du cou des victimes pour s'assurer qu'elles meurent par suffocation ou noyade et que leurs corps ne soient jamais retrouvés. Les corps, cependant, se sont gonflés en raison de la décomposition et ont commencé à flotter à la surface. Les corps des Rogers se sont décomposés sous l'eau en raison de la chaleur,,,.
Joan Rogers et ses filles sont identifiées, le 8 juin 1989, alors que le mari de Joan et le père des filles, Hal Rogers, signale leur disparition dans l'Ohio. Une femme de ménage de l'hôtel Days Inn déclare que la chambre de la famille Rogers n'a pas été dérangée et que les lits n'ont pas été occupés depuis une semaine, amenant le directeur de l'hôtel à contacter la police. Les empreintes digitales trouvées dans la chambre sont comparées aux corps, ainsi que les dossiers dentaires, confirmant l'identité des trois victimes. Des chercheurs marins de l'Université du Sud de la Floride estiment que les victimes ont été jetées d'un bateau et non d'un pont ou de la terre ferme, deux à cinq jours avant leur découverte. La voiture des Rogers, une Oldsmobile Calais de 1984, immatriculée dans l'Ohio, est retrouvée sur le quai d'embarcation près du Courtney Campbell Causeway,,.
L'information la plus importante provient d'un bulletin de la police de Madeira Beach, décrivant un viol similaire d'une touriste canadienne de 24 ans survenu le 14 mai 1989. Ses indications manuscrites sur une brochure trouvée dans le véhicule des Rogers et une description de son bateau écrite par Jo Rogers sur la brochure sont de principaux indices, permettant de diffuser le modèle de bateau et l'écriture du tueur. Cette publication permet de désigner Oba Chandler comme suspect, plus de trois ans après les faits,.

### Arrestation et incarcération
Chandler est arrêté, le 24 septembre 1992, pour les meurtres des Rogers. Une empreinte palmaire figurant sur la brochure permet également d'établir une correspondance avec Chandler, qui a depuis vendu son bateau et quitté la ville avec sa famille, peu après l'apparition des panneaux d'affichage, pour s'installer à Port Orange. Chandler nie avoir tué la famille Rogers, mais est placé en détention provisoire pour meurtres au premier degré,.
Les enquêteurs pensent cependant qu'un deuxième homme soit impliqué dans le triple meurtre. Cette théorie est utilisée pour une reconstitution dans un épisode des Enquêtes extraordinaires, en 1991. Cette théorie sera par la suite écartée, aucune preuve de l'existence d'un deuxième homme‍ n'étant établie. La théorie du deuxième suspect est également démentie sur le fait que Chandler ait abordé deux touristes Canadiennes, démontrant qu'il était prêt à approcher seul plusieurs cibles potentielles,,.
Le frère de Hal Rogers, John, a également été considéré comme un suspect, même s'il purgeait une peine de prison pour le viol d'une femme au moment des meurtres. La police enquêtant sur l'allégation de viol de la femme a trouvé des preuves indiquant que John avait également agressé sexuellement la fille de Hal, Michelle, bien que les accusations concernant cette agression aient été abandonnées plus tard en raison de sa réticence à témoigner. Le St. Petersburg Times a déclaré que John pourrait avoir planifié le meurtre lors d'une visite à la propriété de ses parents près de Tampa, un mois avant les meurtres. Une fois que la police a établi que John ne pouvait avoir engagé un tueur à gages, qu'il n'avait pas de complices et qu'il ne pouvait connaître le moment du voyage de sa belle-sœur et de ses nièces, il a été écarté de liste des suspects,.
Hal était également considéré comme suspect parce qu'il avait payé la caution de son frère, mais a déclaré avoir payé la caution avant de savoir que son frère avait abusé de Michelle, dans un épisode de l'émission On the Case. Hal a ensuite déclaré qu'il avait promis à la famille de payer la caution et qu'il ne reviendrait sur sa promesse. Les enquêteurs de Floride et de l'Ohio ont également découvert que Hal avait retiré 7 000 dollars de son compte en banque au moment de la disparition. Concernant ce retrait, il a affirmé avoir prévu d'utiliser cette somme pour rechercher sa femme et ses filles, avant d'être informé de leur décès. Les enquêtes ont prouvé de manière concluante que Hal n'avait pas quitté l'Ohio pendant les meurtres. Les agressions de Michelle Rogers par son oncle et les ragots de la population locale ont été l'une des raisons du voyage en Floride ; Joan et ses filles voulaient prendre leurs distances par rapport à l'incident,,.

### Procès et condamnation
Le procès de Chandler débute le 19 septembre 1994, à Clearwater,.
Lors de son jugement, Chandler déclare avoir rencontré Joan, Michelle et Christe Rogers et leur avoir donné des indications, mais dit ne jamais les avoir revues, mis à part dans les journaux et sur les panneaux d'affichage. Il reconnaît sa présence dans la Baie de Tampa cette nuit-là‍ — la police avait la preuve de trois appels téléphoniques navire-terre passés de son bateau à son domicile pendant la période des meurtres‍ —, mais Chandler maintient avoir pêché seul. Il déclare être rentré tard car son moteur ne démarrait plus, ce qu'il a attribué à une fuite de conduite de gaz. Il affirme également avoir appelé des garde-côtes et la Florida Marine Patrol, mais que les deux ne pouvaient l'aider. Il déclare également ensuite avoir réparé la conduite avec du ruban adhésif et être revenu à terre sain et sauf. Aucun appel de détresse de Chandler aux garde-côtes ou à la patrouille maritime n'a cependant été enregistré, la nuit du drame, et aucun bateau des garde-côtes n'était présent dans la baie le lendemain matin, ce qui aurait pu l'aider,,,.
Selon un mécanicien de bateau, l'explication de Chandler concernant la réparation de la prétendue fuite de gaz du bateau n'est pas défendable car les conduites de carburant de son bateau — un Bayliner — sont dirigées vers le haut : une fuite aurait pulvérisé le carburant dans l'air plutôt que dans le bateau et l'essence aurait dissous l'adhésif du ruban adhésif que Chandler a affirmé avoir utilisé pour réparer une fuite. Sous les questions du procureur du comté de Pinellas, Douglas Crow, Chandler déclare avoir oublié certains points, en raison du temps écoulé depus les faits,,.
Le 4 novembre 1994, Chandler est reconnu coupable des meurtres au premier degré de la famille Rogers et condamné à la peine de mort. Après sa condamnation, Chandler est désigné par les médias comme l'un des criminels les plus célèbres de Floride. Il déclaré que ses derniers mots avant son exécution seraient : « Embrassez mon cul rouge rosé »,,,,,,.

### Recours
Incarcéré dans la couloir de la mort de Floride, Chandler interjette plusieurs appels, entre novembre 1994 et mai 2007. Peu après le procès et la condamnation, sa femme Debra demande le divorce, qu'elle obtient en 1995. Chandler ne sera plus autorisé à voir sa fille Whitney et, conformément aux souhaits de son ex-femme, ne sera pas été autorisé à voir les photos ultérieures de celle-ci,,,,.
Les experts en profilage soupçonnent Chandler d'avoir commis d'autres meurtres, estimant qu'un tueur débutant n'aurait pas l'expérience ou l'audace d'enlever et de tuer trois femmes en même temps. Chandler est un temps suspecté du meurtre d'une femme, en 1982, dont le corps a été retrouvé flottant au large de l'Île Anna Maria, jusqu'en 2011, lorsque le corps a été identifié comme étant celui d'Amy Hurst, 29 ans, et que son mari William soit condamné à la prison à vie. Chandler ne sera jamais accusé d'un autre meurtre, de son vivant,,,.
En juillet 2008, Chandler figure sur la liste restreinte des exécutions en Floride. Tous les appels qu'il a interjetés contre sa condamnation seront rejetés,.
En mai 2011, des comparaisons sont établies entre le meurtre de la famille Rogers et l'affaire celui de Caylee Anthony, en 2008, bien que Chandler ne peut avoir commis ce crime. Dans les deux cas, l'attention accrue des médias contraint à sélectionner des jurés vivant en dehors du comté où le celui-ci a été commis. L'un des jurés du procès de Chandler a déclaré : « Il faisait peur à certains jurés lorsqu'il s'asseyait là et vous fixait avec ce sourire stupide sur le visage. Il vous donnait la chair de poule ». La juge Susan F. Schaeffer, qui a présidé le procès, le décrit dans une interview comme « un homme sans âme », en ajoutant : « C'est la pire affaire que je n'aie jamais traitée, tant du point de vue des faits que du point de vue d'un accusé sans grâce salvatrice. Et j'ai représenté beaucoup de gens qui n'étaient pas nécessairement de bonnes personnes »,,.

### Exécution
Le 10 octobre 2011, le gouverneur, Rick Scott, signe l'arrêt de mort de Chandler, fixant son exécution au 15 novembre 2011, à 16 heures. Son avocat Baya Harrison déclare son intention de ne pas déposer d'appels futiles pour maintenir Chandler en vie, à la démande du condamné,.

« Il ne me met pas beaucoup de pression pour que je me mette à courir partout à la fin pour trouver une issue magique. Il ne va pas faire de scène. Il ne va pas se plaindre du système judiciaire. Ce qu'il m'a dit, c'est que s'il y a un moyen légal que je peux trouver pour essayer de l'empêcher d'être exécuté, il aimerait que je fasse ce que je peux raisonnablement faire. »

— Baya Harrison, avocat d'Oba Chandler
Harrison déclare également que Chandler souffe d'hypertension artérielle, d'une maladie coronarienne, de problèmes rénaux et d'arthrite.
Le 12 octobre 2011, Harrison déclare ne pas savoir si Chandler serait prêt à se rendre à Clearwater pour l'audience au tribunal ou s'il accepterait le dépôt de la motion, bien qu'il se préparait à déposer une motion concernant la violation des droits du cinquième et du quatorzième amendement de son client dans l'affaire. Six jours plus tard, Harrison dépose une requête contre l'exécution, sous le motif que la manière dont la Floride impose la peine de mort est inconstitutionnelle. Un jury peut recommander une peine de prison à perpétuité ou une peine de mort, mais, selon la loi de Floride, la décision finale n'appartient,.
Le 24 octobre 2011, l'appel de Chandler est rejeté car il avait déjà déposé un recours devant la Cour suprême de Floride, avant cette décision. Bien que la celle-ci ait initialement prévu d'entendre l'appel de Chandler, le 9 novembre 2011, les plaidoiries sont abandonnées,.
Le 7 novembre 2011, la Cour suprême de Floride rejette l'appel de Chandler concernant ses condamnations à mort et son mandat d'arrêt de mort. La Cour a déjà confirmé la condamnation deux fois, en 1997 et 2003. La requête ultérieure de Chandler auprès de la Cour suprême des États-Unis est également rejetée,,.
Le 15 novembre 2011, à 16 h 08, Chandler est exécuté par injection létale à la Prison d'État de Floride. Chandler refuse de faire une dernière déclaration avant d'être exécuté, mais laisse une déclaration écrite aux responsables de la prison. Peu après avoir signé l'arrêt de mort de Chandler, le gouverneur Scott déclare : « Chandler a tué trois femmes, j'ai donc examiné différents cas et il m'a semblé logique de faire celui-là. Il n'y a jamais de solution unique. C'était la bonne affaire »,,,,,.

### Identification dans le meurtre d'Ivelisse Berrios-Beguerisse
Le 5 février 2014, l'ADN Chandler est identifié comme étant le meurtrierd'Ivelisse Berrios-Beguerisse, une jeune femme de 20 ans, violée et étranglée à Coral Springs, le 27 novembre 1990,.
Berrios-Beguerisse, jeune mariée de 20 ans, a été vue pour la dernière fois au centre commercial Sawgrass Mills où elle travaillait dans un magasin d'articles de sport. Comme elle n'était pas rentrée chez elle, son mari s'est rendu au centre commercial et a trouvé sa voiture, une Ford Tempo de 1985, dont les pneus avaient été crevés. On pense que Chandler, après avoir observé la victime pendant deux jours, a crevé les pneus, s'est présenté sous les traits d'un étranger serviable et a offert son aide. Trois heures après le signalement de sa disparition, son corps a été retrouvé sous une boîte aux lettres résidentielle dans un quartier local par deux hommes qui revenaient d'une partie de pêche,.
Le corps de Berrios-Beguerisse était nu et portait des marques de ligature aux poignets et aux jambes, et du ruban adhésif marron était collé à ses cheveux. L'affaire est considérée comme résolue et close selon la police, Chandler étant désormais décédé. Les forces de l'ordre de Floride enquêtent toujours sur d'autres affaires non résolues, dans des zones où Chandler était connu pour y avoir résidé.